# Йоханес Фибигер
 Йоханес Андреас Гриб Фибигер (на датски: Johannes Andreas Grib Fibiger), е датски патолог, получил Нобелова награда за физиология или медицина през 1926 г. за постигане на първата контролирана индукция рак при лабораторни животни, развитие от дълбоко значение за изследванията на рака.

## Биография
Фибигер е роден на 23 април 1867 г. в Силкеборг, Дания.
Студент на бактериолозите Робърт Кох и Емил фон Беринг в Берлин, Фибигер става професор по патологична анатомия в Копенхагенския университет (1900 г.). През 1907 г., докато прави дисекция плъхове, заразени с туберкулоза, той открива тумори в стомаха на три животни. След интензивни изследвания той заключава, че туморите, очевидно злокачествени, последват възпаление на стомашната тъкан, причинено от ларвите на червей, сега известен като Gongylonema neoplasticum. Червеите са заразили хлебарки, изядени от плъховете.
До 1913 г. той е в състояние да индуцира стомашни тумори последователно при мишки и плъхове, като ги храни хлебарки, заразени с червея. Показвайки, че туморите претърпяха метастази, той добави важна подкрепа на преобладаващата тогава концепция, че ракът се причинява от дразнене на тъканите. Работата на Фибигер веднага накара японския патолог Ямагива Кацусабуро да произвежда рак при лабораторни животни чрез боядисване на кожите им с производни на въглен катран, процедура, скоро приета от самия Фибигер. Докато по-късните изследвания разкриват, че ларвите на Гонгилонема не са пряко отговорни за възпалението, откритията на Фибигер са били необходима прелюдия към производството на химически канцерогени (причиняващи рак агенти), жизненоважна стъпка в развитието на съвременните изследвания за рак.